# Stenothoe dentirama
Stenothoe dentirama is een vlokreeftensoort uit de familie van de Stenothoidae. De wetenschappelijke naam van de soort is voor het eerst geldig gepubliceerd in 1993 door Hirayama & Takeuchi.